# Salt (film)
Salt è un film del 2010, diretto da Phillip Noyce e interpretato da Angelina Jolie. La pellicola vede un'agente CIA sospettata di essere un'infiltrata sovietica. Costato 110 milioni di dollari, Salt ne ha complessivamente incassati circa 290 milioni, di cui 118 nei soli Stati Uniti.

## Trama
Confine tra Corea del Nord e Corea del Sud. L'agente della CIA Evelyn Salt, rinchiusa in una prigione del Nord, viene liberata grazie alle pressioni sull'Agenzia fatte dal suo compagno, l'aracnologo Mike Krause.
Washington, due anni dopo. Poco prima di festeggiare l'anniversario di matrimonio con Mike, Salt e l'amico e collega Ted Winter si trovano a interrogare Vassily Orlov, spia sovietica che si presenta come artefice di un progetto degli anni settanta, l'operazione "Giorno X", finalizzato a inserire alcune cellule dormienti all'interno della società statunitense, pronte a entrare in azione. Orlov afferma che una di queste ucciderà l'attuale presidente russo, in quei giorni in visita a New York, e Orlov afferma che il nome dell'agente è Salt. La donna si dichiara innocente, ma viene messa in isolamento da Peabody, responsabile dei servizi segreti statunitensi, e da Winter, sebbene quest'ultimo continui a non capacitarsi di questo doppio gioco.
Salt, temendo per la sorte del marito, decide di fuggire; una volta scappata si dirige verso la propria abitazione per cercare Mike, ma una volta arrivata, scopre che il marito è scomparso. Decide quindi di raggiungere New York. Arrivata lì, Salt escogita un piano per eliminare il presidente russo durante il rito funebre del vicepresidente statunitense appena scomparso. L'omicidio avviene all'interno di una chiesa, senza che nessun agente riesca a fermare Salt: Ev ha anche l'opportunità di uccidere Peabody, ma decide di risparmiargli la vita preferendo farsi arrestare.
Durante il trasporto verso la centrale di polizia, Ev fugge, ma questa volta raggiunge Orlov, confermando di essere un'infiltrata, il cui vero nome è Chenkov. Orlov accompagna Salt dentro una vecchia imbarcazione abbandonata e le conferma che è stato lui a rapire Mike. Orlov, per verificare se Salt è ancora un'agente affidabile, uccide Mike di fronte ai suoi occhi: Salt rimane scossa, ma Orlov non se ne accorge. L'uomo è soddisfatto della fedeltà dimostrata, le illustra così il piano per arrivare al presidente americano. Una volta appresi i piani dell'omicidio (dirigersi verso l'aeroporto e prendere contatto con un altro agente russo infiltrato: Shnaider, un ufficiale della NATO), Salt uccide prima Orlov e poi tutti i suoi agenti presenti sulla barca.
Una volta incontrato Shnaider, Salt finge di partecipare al piano e giunge alla Casa Bianca assieme a lui. Winter però la riconosce e accompagna il presidente, assieme al suo entourage, nel rifugio antiatomico sotterraneo della Casa Bianca. Una volta che il presidente fa armare le testate atomiche, in caso di attacco russo, Winter elimina l'intero staff dentro al bunker: anche lui è un agente russo infiltrato, è stato lui stesso ad aver ideato il piano, ed è ora pronto a lanciare gli attacchi nucleari contro i principali luoghi di culto musulmani, così da provocare una ondata di odio contro gli Stati Uniti, e vederli finalmente crollare.
Salt però lo ostacola e impedisce gli attacchi, subito prima che gli agenti della sicurezza riescano a entrare nel bunker e arrestarla, mentre Winter, raccontando agli agenti di aver fermato la spia, si fa passare per eroe. Si scopre che il presidente russo non è morto, ma solo temporaneamente paralizzato dal veleno di un ragno che Mike stava studiando e che Salt ha prelevato dal suo appartamento. Mentre gli agenti stanno scortando Salt all'esterno della Casa Bianca, passano davanti a Winter che si sta facendo medicare: sia Winter sia Salt, si guardano negli occhi e sono pronti l'uno a uccidere l'altro, ma è Salt ad avere la meglio.
Una volta arrestata, Peabody la scorta in elicottero ed è consapevole che pochi crederebbero alla versione di Salt. Sapendo che sono attivi ancora molti agenti russi dormienti, l'uomo le permette di fuggire, per trovarli ed eliminarli.

## Produzione
La pre-produzione del film è stata avviata attorno alla fine dell'estate 2008. Inizialmente il film avrebbe dovuto intitolarsi Edwin A. Salt e come protagonista era stato scelto Tom Cruise; solo successivamente Angelina Jolie è stata scelta come interprete principale della pellicola. Dopo la scelta della Jolie, Kurt Wimmer, autore del copione, ha riscritto quasi totalmente la storia, adattandola al femminile. La regia era stata offerta a registi come Terry George, Michael Mann e Peter Berg, ma infine la scelta è ricaduta su Phillip Noyce. Oltre ad Angelina Jolie, del cast principale fanno parte Liev Schreiber, che interpreta Ted Winter, e Chiwetel Ejiofor, che interpreta l'ufficiale Peabody del controspionaggio CIA.
Le riprese sono iniziate nel marzo del 2009 e hanno avuto luogo ad Albany e molte altre località dello Stato di New York. Alcune scene sono state girate a Washington e a Georgetown.

## Distribuzione
Un primo trailer del film è stato distribuito in data 11 novembre 2009, legato alla distribuzione nelle sale del film catastrofico 2012.
La première del film è avvenuta il 18 agosto 2010 nel quartiere Potsdamer Platz a Berlino.
La distribuzione nelle sale cinematografiche statunitensi è iniziata per il 23 luglio 2010. La distribuzione italiana del film è invece avvenuta 29 ottobre 2010.

## Riconoscimenti
- 2011 - Oscar
  - Nomination Miglior sonoro a Jeffrey J. Haboush, William Sarokin, Scott Millan e Greg P. Russell
- 2011 - Saturn Award
  - Miglior film d'azione/avventura